# Universitat Central de Veneçuela
La Universitat Central de Veneçuela (UCV) és una universitat pública de la República Bolivariana de Veneçuela, situada a la Urbanització Valle Abajo de la Parròquia San Pedro, al sud del centre geogràfic de la ciutat de Caracas. Fundada el 1721, és la institució d'educació superior més antiga del país. La seva seu principal, la Ciutat Universitària de Caracas, va ser declarada Patrimoni de la Humanitat per la UNESCO l'any 2000.
Segons un estudi realitzat a nivell mundial per QS World University Rankings l'any 2018, la UCV es troba en el primer lloc a nivell nacional i en el vint-i-vuitè a Llatinoamèrica.
L'any 2009 comptava amb més de seixanta mil estudiants de pregrau i postgrau, sis mil docents i prop de vuit mil empleats administratius i de serveis, que conformen 9 facultats a Caracas, 2 a Maracay i 1 a Barquisimeto. Compta amb 5 nuclis d'estudis universitaris supervisats i 12 estacions experimentals en diferents localitats de país.

## Història

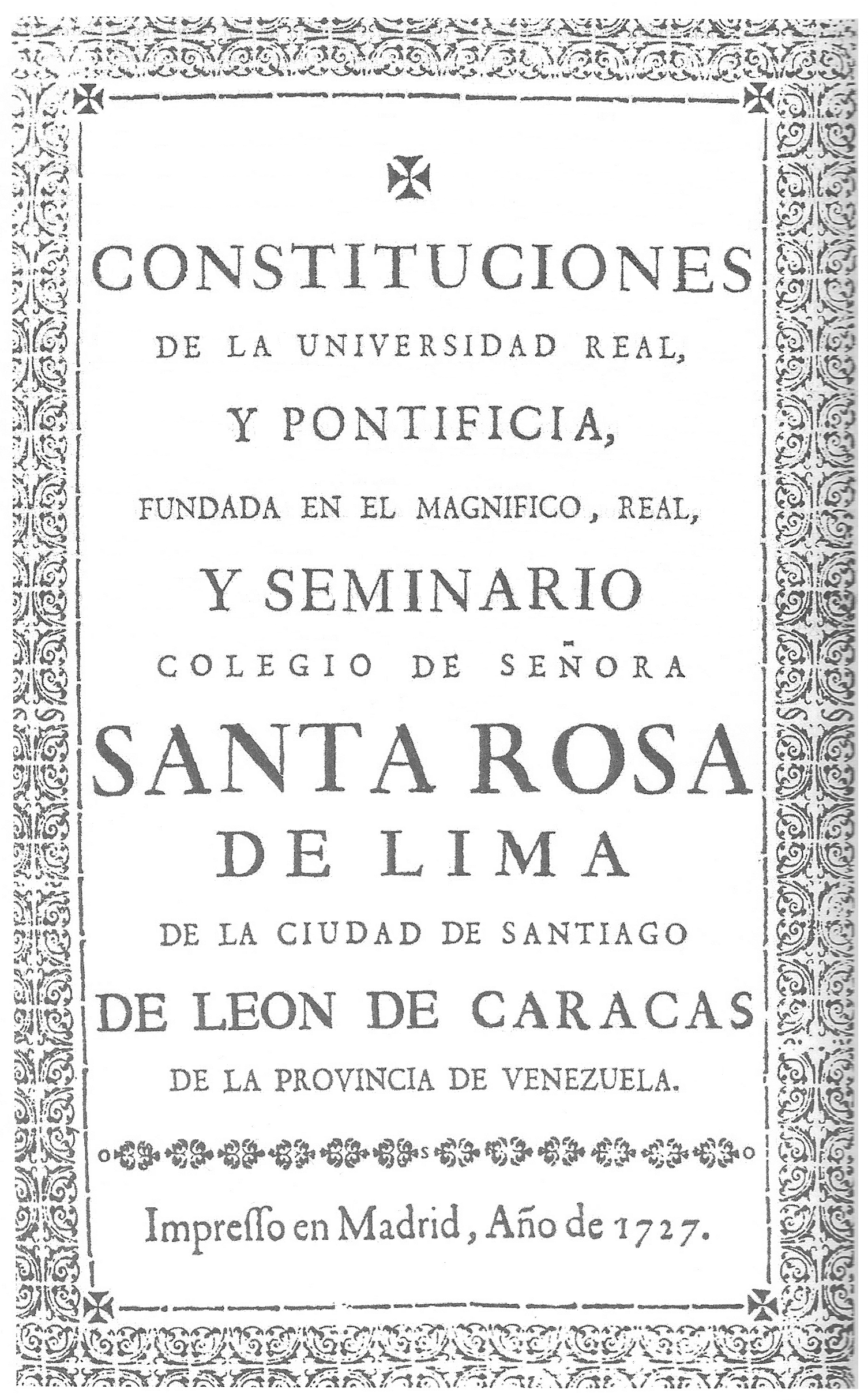
Constitucions del Col·legi de Santa Rosa de la Universitat de Caracas (1727)

Al segle XVII té lloc a Veneçuela un moviment cultural i científic que porta a la fundació del Col·legi Seminari de Caracas el 1673, que tenia per nom oficial «Colegio Seminario de Santiago de León de Caracas»', sota l'advocació de Santa Rosa de Lima, fet pel qual se'l va conèixer també com a Col·legi Santa Rosa. El 22 de desembre de 1721, mitjançant Cèdula que lliura el rei Felip V d'Espanya, es crea la Universitat Reial de Caracas amb categoria equivalent a la Universitat Reial de Santo Domingo, i el 18 de desembre de 1722, mitjançant Butlla Apostòlica d'Innocenci XIII, es converteix en Pontifícia i passa a ser oficialment Reial i Pontifícia Universitat de Caracas. Al principi s'impartien classes de teologia, medicina, filosofia i dret exclusivament en llatí.
La nova universitat es regia pels estatuts de la Universitat Reial de Santo Domingo mentre els propis no estaven disponibles perquè eren objecte d'elaboració. La seu inicial de la universitat era la capella del Col·legi Seminari Santa Rosa i ho va ser fins al 1856, any en què es trasllada al Convent de Sant Francesc. En aquesta última seu roman fins al 1953, quan es trasllada a la Ciutat Universitària de Caracas. El Convent de Sant Francesc va ser objecte d'una reforma i es va convertir en el Palau de les Acadèmies.

### Universitat republicana i modernització
Fins al final del segle xviii, la censura oficial papal i reial en llibres va ser ignorada en gran manera a Veneçuela, situació que va permetre el contraban de les obres de Jean-Jacques Rousseau, Voltaire, Denis Diderot, Montesquieu, John Locke, Claude-Adrien Helvétius i Hugo Grotius en els vaixells pertanyents a la Reial Companyia Guipuscoana de Caracas. Això va ajudar a educar i il·luminar una generació de veneçolans com Simón Rodríguez, Juan Germán Roscio, Francisco de Miranda, Simón Bolívar i Andrés Bello, que formaven l'avantguarda de les idees de la lliure autodeterminació i la independència de l'Imperi espanyol a Amèrica Llatina.
El maig de 1827, es reuneix el claustre per elegir nou rector. En aquest moment és elegit José María Vargas, reformador dels estudis mèdics veneçolans. Al modificar els vells estatuts, Simón Bolívar i José María Vargas dicten les noves normes i doctrines trencant vells i absurds tabús com el del color de la pell com a requisit d'ingrés, la vista et moribus (tipus de carta on es demostraven la vida de bons costums), el llatí deixa de ser la llengua en què s'imparteixen les classes i el fet que establia que només doctors en Medicina podien assumir el paper de rectors. A més, es comencen a impartir noves càtedres i són agregades altres carreres. Aquestes noves normes són denominades «Els Estatuts Republicans de la Universitat Central de Veneçuela a 1827».
José María Vargas comença el desenvolupament econòmic basat en les hisendes Chuao, Cata i La Concepción donades per Simón Bolívar, així com l'autonomia ideològica que garantiria la llibertat de càtedra i la fi de les discriminacions d'alumnes de nou ingrés per motius d'origen, fe religiosa o condició econòmica. El 14 d'octubre de 1830, amb la dissolució de la Gran Colòmbia i l'estabilització de la República de Veneçuela, es va concretar l'anomenada Escola Militar i de Matemàtiques, no com una acadèmia autònoma per a formació d'oficials com era des de 1810, sinó com una facultat més de la Universitat Central de Veneçuela. Aquesta escola es va fer famosa per estar dirigida, entre d'altres, per Juan Manuel Cajigal i Agustín Codazzi, que van donar un important suport a la formació d'oficials en les branques d'enginyeria militar i artilleria. A mitjan segle xix, la UCV va patir diversos conflictes, especialment en l'iniciar-se la Guerra Federal, fins al 1869, quan és intervinguda pel llavors president Antonio Guzmán Blanco com a part del seu programa de modernització de país. Una comissió va ser nomenada per reorganitzar la universitat i la seva biblioteca, integrada pel rector Carlos Arvelo, el matemàtic Juan José Aguerrevere, el professor de filosofia Joaquín Botó, el científic Adolf Ernst i el politòleg Lucio Siso. No obstant això, el president Antonio Guzmán Blanco també va ordenar el 1883 la venda de totes les terres i hisendes donades per Simón Bolívar, eliminant així l'esperança que mantenia José María Vargas sobre l'autonomia econòmica universitària i fent-la dependre fins avui exclusivament dels pressupostos generals de l'estat.

### Segle XX

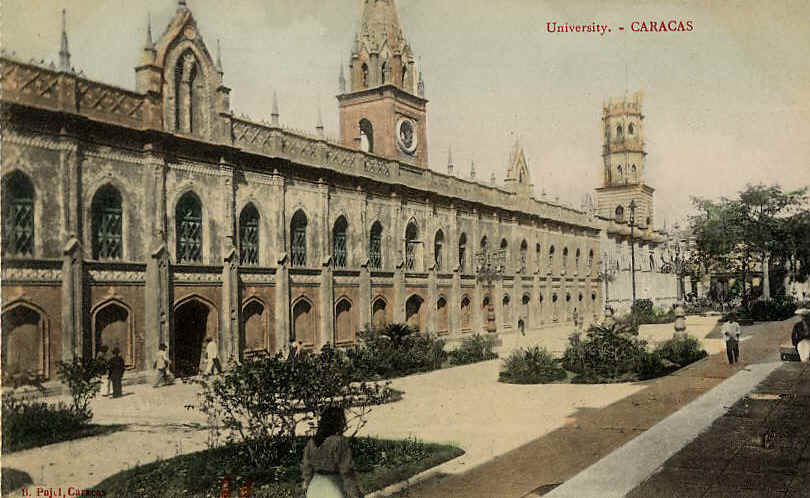
Antiga seu de la UCV el 1911. Actualment Palau de les Acadèmies.

El desembre de 1908, el militar Juan Vicente Gómez va enderrocar el govern de Cipriano Castro. Gómez va romandre en el poder fins a la seva mort el 1935. Durant aquest temps va contractar ciutadans estrangers per exercir diverses funcions tècniques per al desenvolupament de la nació, incloent acadèmics i investigadors. No obstant això, l' 1 d'octubre de 1912 decideix tancar la UCV. El llavors rector, Felipe Guevara Rojas, impulsa una reorganització acadèmica que inclou la divisió tradicional de només unes poques escoles i la seva separació en departaments moderns. La universitat va ser reoberta el 4 de juliol de 1922.
El 1928, un grup d'estudiants, coneguts com la Generación del 28 va organitzar una sèrie d'esdeveniments durant la Setmana de l'Estudiant en protesta per la dictadura de Gómez, que va culminar en un intent d'enderrocar-el 7 d'abril d'aquell any. Aquest grup heterogeni va estar conformat per dirigents polítics i intel·lectuals com Rómulo Betancourt, Miguel Otero Silva, Juan Oropeza, Isaac J. Pardo i Rodolfo Quintero. Molts d'ells van ser empresonats després dels fets, mentre que alguns van anar a l'exili sense poder concloure els seus estudis.

La UCV va seguir estant a l'avantguarda de la democratització del país quan el 1936 el llavors president, Eleazar López Contreras, va emetre un decret que suspenia els drets constitucionals i declarava una censura general de premsa com a represàlia davant la vaga general dels treballadors petroliers, un fet fins llavors sense precedents. El rector de la UCV, Francisco Antonio Rísquez, va liderar la protesta que va seguir pels carrers de Caracas contra la política de López Contreras. El 1942, la població estudiantil havia crescut considerablement superant la capacitat física i acadèmica de la UCV. D'aquesta manera diverses escoles, com la de Medicina, van ser traslladades a altres edificis de la ciutat. Sota el mandat de president Isaías Medina Angarita va sorgir la necessitat de construir una seu més àmplia i moderna on la UCV pogués funcionar com un tot coherent. El govern va comprar llavors la hisenda Ibarra i la responsabilitat del disseny recaigué en l'arquitecte Carlos Raúl Villanueva. Després d'una visita a la universitat de la ciutat de Bogotà, van convèncer a les autoritats del Ministeri d'Obres Públiques que, per tal d'evitar la construcció d'un conjunt d'edificis heterogenis, el disseny havia d'estar sota la direcció d'un únic arquitecte que desenvolupés un complex coherent. 

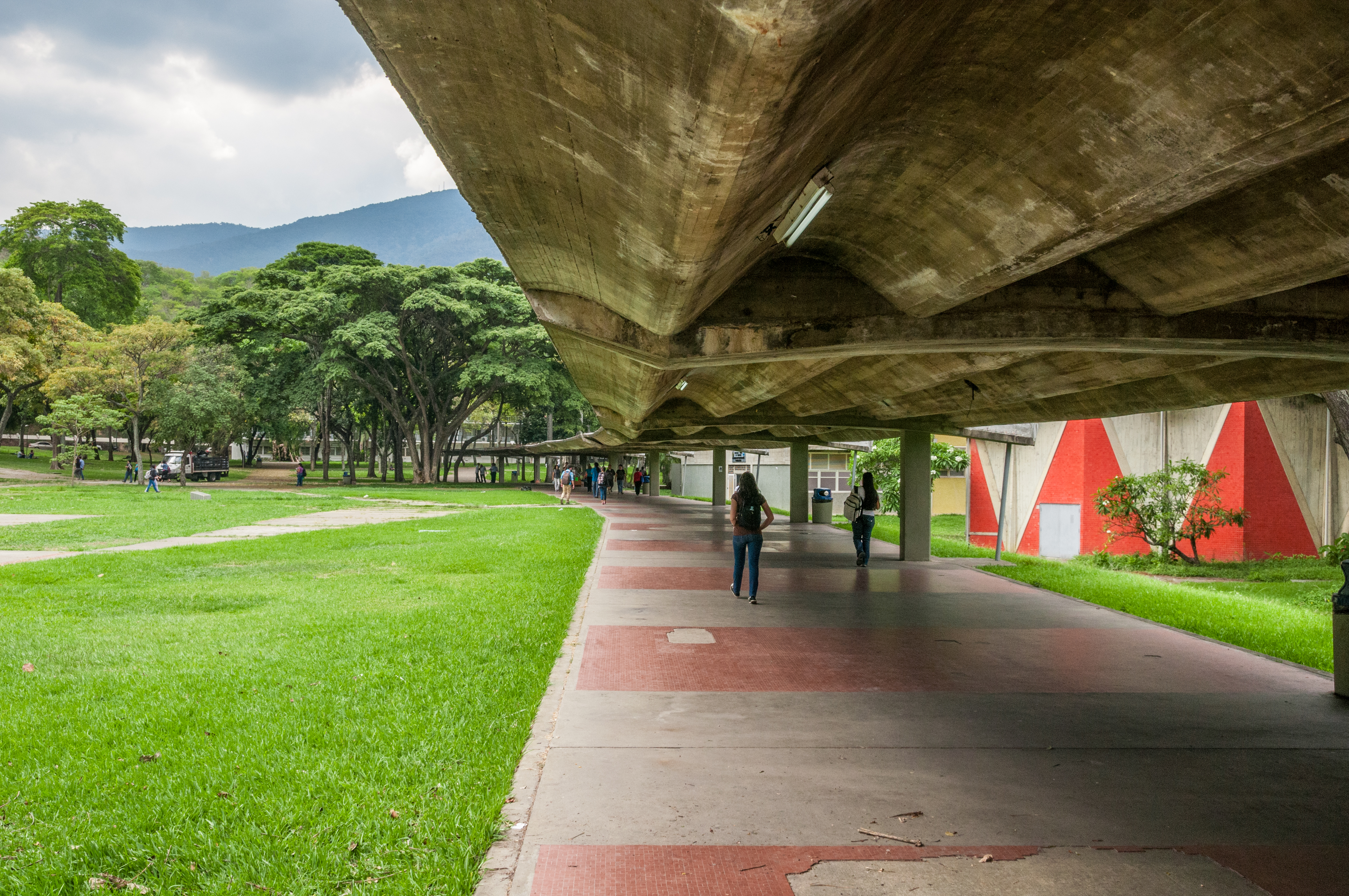
Passadissos de la Universitat Central de Veneçuela

El 2 de març de 1954, Marcos Pérez Jiménez va inaugurar la Plaça Coberta, l'Aula Magna i la Biblioteca Central amb motiu de la celebració de la X Conferència Iberoamericana a Caracas. El nou campus es va convertir en un gran complex urbà de 200 hectàrees i va incloure un total de 40 edificis. L'arquitecte, Carlos Raúl Villanueva, va treballar en estreta col·laboració amb 28 dels artistes avantguardistes més importants de l'època, tant de Veneçuela com de la resta del món, per construir el que segueix essent una de les aplicacions més exitoses d'arquitectura moderna a Amèrica Llatina. El principi rector de Villanueva va ser la creació d'un espai on l'art i l'arquitectura convisquessin en harmonia en una «síntesi de les arts». Entre algunes de les peces més importants presents a la UCV estan els Núvols Flotants d'Alexander Calder, murals de Victor Vasarely, Wifredo Lam, Fernand Léger, i escultures de Jean Arp i Henri Laurens. La Ciutat Universitària de Caracas va ser declarada Patrimoni de la Humanitat per la UNESCO, que juntament amb el Campus central de la Universitat Nacional Autònoma de Mèxic són els dos únics campus universitaris d'Amèrica amb aquesta distinció.
El 1958, després de la caiguda del dictador Marcos Pérez Jiménez, una comissió governamental va establir una nova llei per a les universitats. La nova llei va entrar en vigència el 5 de desembre del mateix any. S'hi garantia al principi una autonomia que permetia tant al professorat com a l'alumnat estudiar i treballar en un ambient de llibertat i tolerància a tots els corrents de pensament. Finalment, el 31 d'octubre de 1969, l'administració del president Rafael Caldera va ordenar la violació de la universitat, coneguda com l'Operació Cangur, que va provocar un total de deu estudiants morts, centenars de ferits i la suspensió de les classes a la UCV durant dos anys. El rector, Jesús María Bianco, va ser obligat a renunciar al seu càrrec i la UCV es va reobrir el 1971 amb un nou rector i un nou pla per a la renovació.
En termes del desenvolupament acadèmic de la universitat moderna, la segona meitat del segle xx va ser una època en què el cos docent de la UCV es va beneficiar en gran manera de l'afluència d'immigrants europeus. Molts intel·lectuals, investigadors i docents es van establir a Veneçuela després de la fi de la Guerra Civil espanyola i de la Segona Guerra Mundial, trobant un ambient de treball propici per a les seves inquietuds i idees i contribuint així al foment de les ciències naturals, la tecnologia, les ciències socials i les humanitats a la Universitat Central de Veneçuela.

### La Ciutat Universitària
La Ciutat Universitària de Caracas, seu de la Universitat Central Veneçuela, va ser declarada Patrimoni de la Humanitat per la UNESCO l'any 2000. 

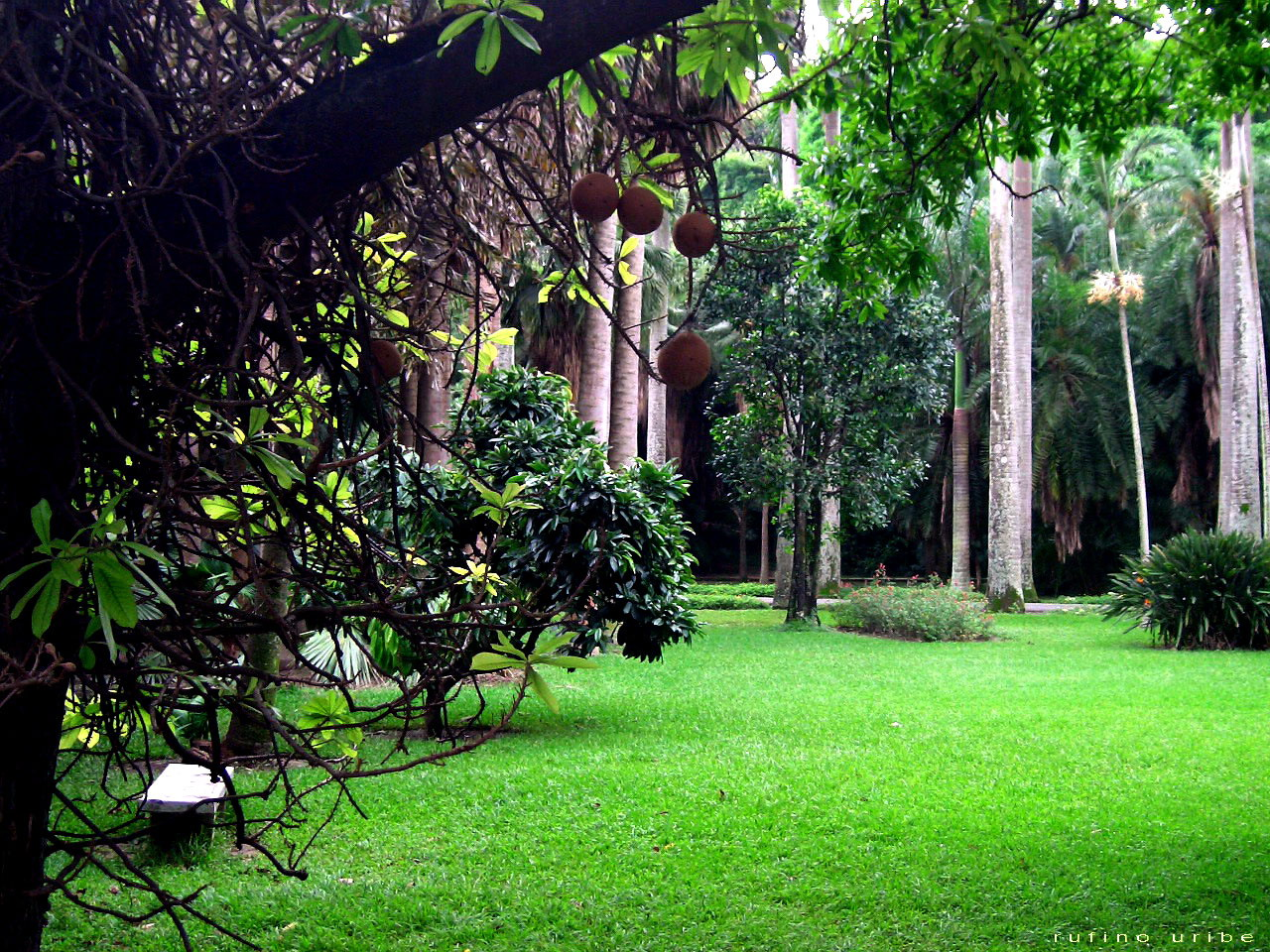
Jardí Botànic de la Universitat Central de Veneçuela

Aquesta seu és obra de l'arquitecte veneçolà Carlos Raúl Villanueva i un grup d'artistes d'avantguarda de totes les latituds, que «constitueix un exemple dels més alts ideals de l'urbanisme, l'arquitectura i l'art representatiu de la utopia moderna, que expressa l'anhel per aconseguir un món ideal de perfecció per a una societat i homes nous», (UNESCO, 2000).
El recinte universitari compta amb més de 70 edificacions així com amb el Jardí Botànic de Caracas, la segona biblioteca més important de la nació i amb 9 de les 11 facultats que conformen la universitat. Al centre de la Ciutat Universitària es troba l'Aula Magna, un gran auditori que compta amb excel·lent acústica gràcies als Núvols Flotants d'Alexander Calder, que recorren tot el sostre i els costats del seu interior.
Les facultats de Ciències Veterinàries i d'Agronomia tenen un campus a la ciutat de Maracay, a l'oest de Caracas.

### Terra de Ningú

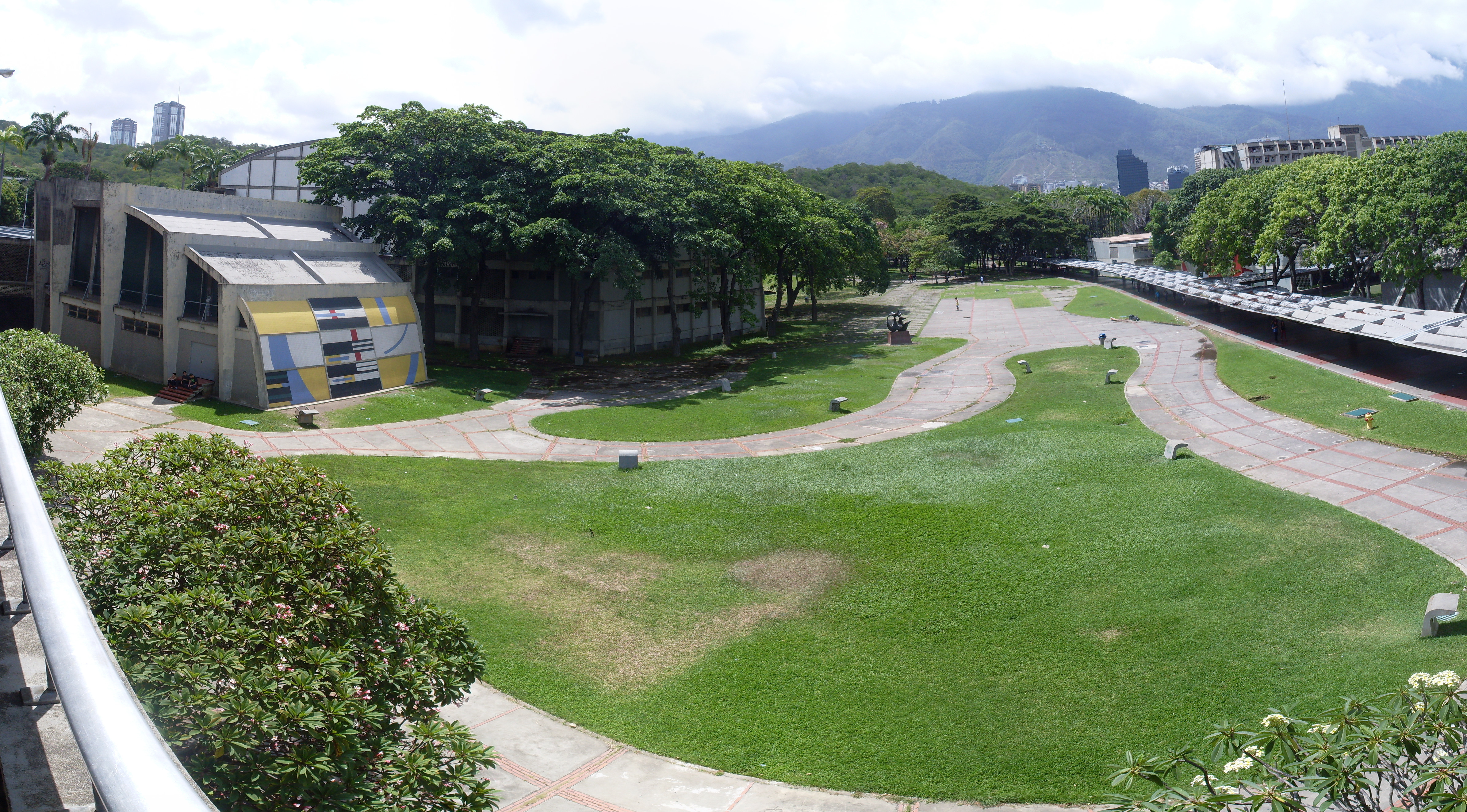
Panoràmica de l'anomenada Terra de Ningú, des de la Biblioteca Central.

Dins de la Ciutat Universitària hi ha un sector d'àrees verdes situada entre la Plaça Coberta de Rectorat i les caminerías de la Facultat d'Humanitats i Educació i de la Facultat de Ciències Econòmiques i Socials. Aquesta àrea és coneguda com a Terra de Ningú: «allà els estudiants i els visitants de la universitat poden realitzar diferents activitats com grups d'estudi, aeroteles, classes de ioga, pràctiques de dansa, malabarisme, etc.».

### Cos de Bombers
La Universitat compta amb el Cos de Bombers Voluntaris Universitaris, organització sense ànim de lucre de suport a la comunitat universitària en atenció d'emergències, prevenció i investigació. La seva seu es troba al Soterrani del Gimnàs Cobert de la UCV.